# Международно триенале на графичното изкуство Битоля
Международно триенале на графичното изкуство – Битоля (на македонска литературна норма: Меѓународно графичко триенале Битола) е международна манифестация в северномакедонския град Битоля, посветена на съвременното графично изкуство, която и се провежда на три години. Международното триенале на графиката в Битоля е неправителствена и нестопанска организация,художествен ръководител е Владо Гьорески .

## История
Международното триенале на графичното изкуство Битоля е създадено през 1991 г. в град Битоля, Северна Македонияс инициативата на Владо Гьорески и Любен Пауноски и одобрено и подкрепено от президента на Р. Македония, Министерството на културата и Община Битоля.
До 2021 г. са проведени 10 международни изложби, последвани от обширни публикувани каталози.
От 1991 г. до днес нейният художествен ръководител е Владо Гьорески.

## Цел и дейности
Утвърждаване на световната култура чрез представяне на художници от цял свят и техните графични произведения на изкуството. Неизгодно събитие, за образователни цели и художествено, естетическо наблюдение на световното изкуство.
Международното триенале на графичното изкуство Битоля е сред важните културни събития на Балканите.